# Cloeon spiniventre
Cloeon spiniventre is een haft uit de familie Baetidae. De wetenschappelijke naam van de soort is voor het eerst geldig gepubliceerd in 1992 door Kluge & Novikova.
De soort komt voor in het Palearctisch gebied.